# Szamossályi
Szamossályi ist eine ungarische Gemeinde im Kreis Fehérgyarmat im Komitat Szabolcs-Szatmár-Bereg. Zur Gemeinde zählen die Siedlungen Fenékdűlő und Újsályi.

## Geografische Lage
Szamossályi liegt 60 Kilometer östlich des Komitatssitzes Nyíregyháza und 11 Kilometer südöstlich der Kreisstadt Fehérgyarmat am Fluss Szamos. Umgeben wird das nördliche Gemeindegebiet von einem toten Arm des Flusses, genannt Holt-Szamos. Der Ort war ursprünglich am linken Ufer des Flusses Szamos erbaut worden, wurde jedoch aufgrund zahlreicher Überschwemmungen Anfang des 20. Jahrhunderts auf das rechte Flussufer verlegt, da dieses einen besseren Schutz gegen das Wasser bot. Heute befinden sich auf dem linken Flussufer nur noch ein kleiner bewohnter Teil, Újsályi, und Ackerflächen. Nachbargemeinden sind Jánkmajtis, Hermánszeg, Csegöld, Szamosangyalos, Pátyod, Porcsalma und Szamosújlak.

## Geschichte
Die Gegend war bereits in der Jungsteinzeit bewohnt, wie die bemalten, gebänderten Keramikscherben belegen, die im Jahr 1937 ungefähr 150 Meter von der Fähranlegestelle entfernt am Ufer des Flusses Szamos gefunden wurden. Weiterhin wurden halbkugelige, bemalte Gefäßfragmente, Tonringe, eine Schale mit Fuß, ein Satz Werkzeuge, Klingen aus Obsidian und Chalcedon, Schaber und eine Steinaxt gefunden, die heute im Ungarischen Nationalmuseum in Budapest aufbewahrt werden. Militärchronisten des Komitats Szatmár berichteten zwischen 1782 und 1785 über sumpfige und unwegsame Wiesen im Gemeindegebiet, das Geographische Wörterbuch von Elek Fényes von sehr fruchtbaren Böden und ertragreichen Obstgärten. Die ursprünglich mittelalterliche Kirche wurde durch Überschwemmungen zerstört. Im Jahr 1913 gab es in der damaligen Kleingemeinde 149 Häuser und 853 Einwohner auf einer Fläche von 2038 Katastraljochen. Sie gehörte zu dieser Zeit zum Bezirk Csenger im Komitat Szatmár. Im Jahr 1932 fand eine Flussregulierung statt und der Fluss Szamos wurde in sein heutiges Flussbett geleitet.

## Söhne und Töchter der Gemeinde
- Margit Papp (* 1948), Fünfkämpferin, Weitspringerin und Hürdenläuferin

## Sehenswürdigkeiten
- Seilfähre
- Reformierte Kirche, erbaut 1829 im gotisch-romantischen Stil,  zwischen 1835 und 1865 umgebaut
- Traditionelle Wohn-, Bauernhäuser und Scheunen
- Wassergebiet des toten Flussarmes (Holt-Szamos)

## Verkehr
Durch Szamossályi verläuft die Landstraße Nr. 4138, von der die Nebenstraße Nr. 41139 nach Hermánszeg abzweigt. Es bestehen Busverbindungen nach Hermánszeg sowie über Szamosújlak, Gyügye und Cégénydányád nach Fehérgyarmat. Der nächstgelegene Bahnhof befindet sich vier Kilometer nordöstlich in Jánkmajtis.